# Pharsanzès
Pharsanzès serait un roi du Bosphore qui aurait régné d'environ 253/254 à 254/255.

## Règne
Pharanzès est un roi du Bosphore d'origine inconnue, classé par Bernard Karl von Koehne, du fait de son nom iranien, parmi les « usurpateurs scythes ».Il n'est connu que par ses monnaies émises avec la légende « BACIΛEΩC ФАРСАNZOY », représentant à l'avers la tête du roi diadémée à droite et au revers la tête laurée d'un empereur, Valérien ou Gallien (?), à droite avec devant deux globes et en bas la date de ANФ (i.e. 550 de l'ère du Pont, soit 253 ap. J.-C.). Ces monnaies sont d'un travail très grossier et différent de celui des émissions du roi contemporain Rhescuporis IV.
L'historien Zosime se réfère à cette période du royaume du Bosphore dans ce passage consacré au règne de Valérien :

« Les Boranes tâchèrent aussi de traverser en Asie, et y traversèrent en effet par le secours des habitants du Bosphore, qui leur fournirent des vaisseaux, bien que ce fût plutôt par l’appréhension de leurs armes que par aucune inclination pour leur parti. Tant que ces habitants furent gouvernés par des rois qui arrivaient au royaume par droit de succession, ils empêchèrent les Scythes de passer en Asie, par l’affection qu’ils portaient aux Romains, en considération de la commodité du commerce qu’ils entretenaient avec eux, et des présents qu’ils recevaient de la libéralité des empereurs. Mais depuis que la race royale fut éteinte, et que des personnes obscures se furent emparées du gouvernement, la défiance qu’ils avaient de leur faiblesse les obligea de passer les Scythes dans leurs vaisseaux ; après quoi ils retournèrent dans leur pays. »